# Euro Millions

Karta över de länder som deltar i EuroMillions:
ursprungliga länderna (februari 2004)
övriga länderna (oktober 2004)

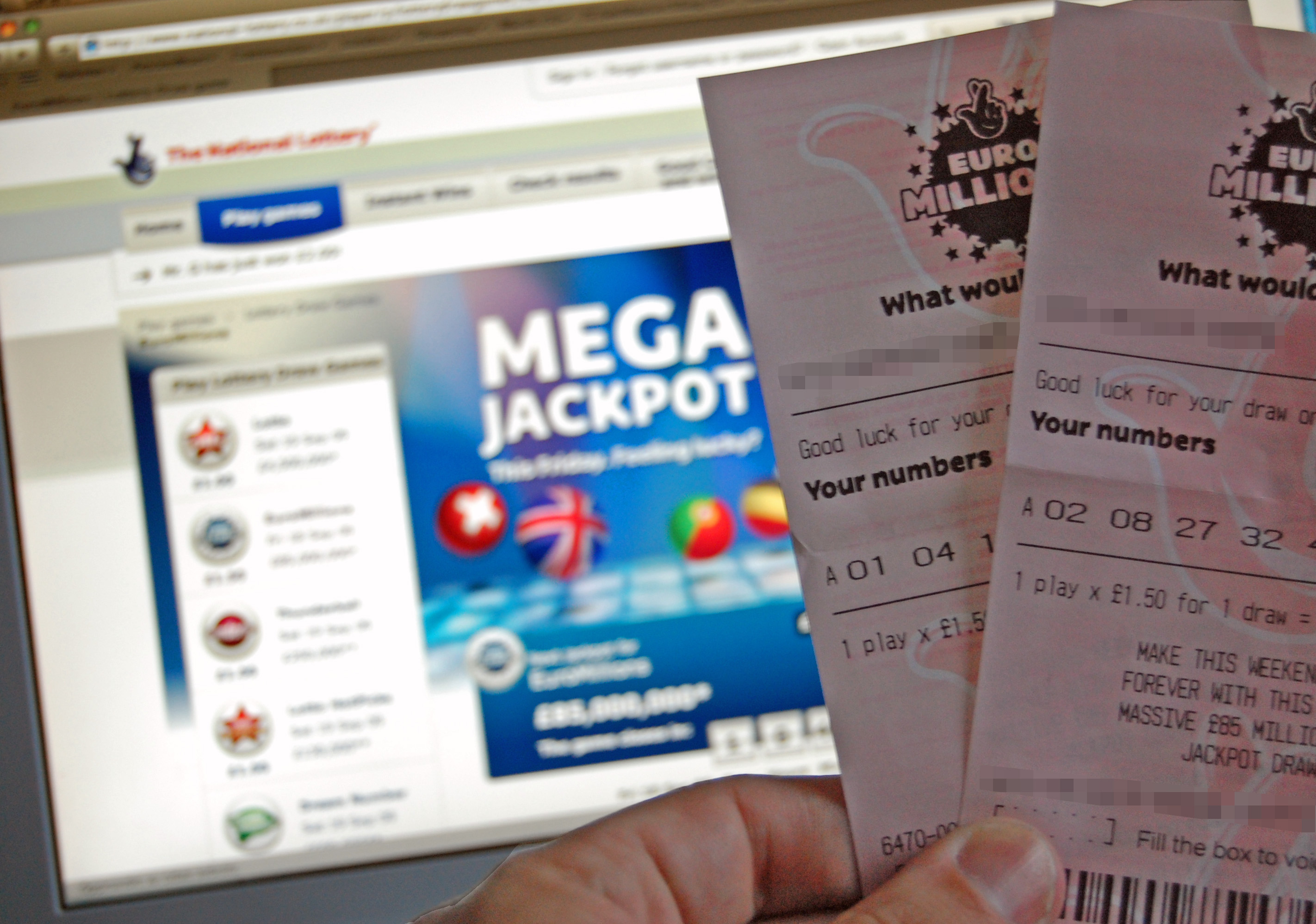
EuroMillions-lotter

EuroMillions är ett lotteri som lanserades 7 februari 2004 av Française des Jeux i Frankrike, Loterías y Apuestas del Estado i Spanien och Camelot i Storbritannien. Den allra första dragningen hölls fredagen den 13 februari 2004 i Paris. Ursprungligen var det bara Storbritannien, Frankrike och Spanien som deltog men från och med dragningen 8 oktober 2004 finns även Österrike, Belgien, Irland, Luxemburg, Portugal och Schweiz med bland de deltagande länderna. 
Dragningarna hålls varje tisdag och fredag kväll kl. 20:45 CET i Paris. En enkel EuroMillions-lott kostar €2,50, £2,50 eller CHF3,50 per spelad rad, beroende på vilken valuta man använder. Priset ökade för spelare i Storbritannien från £1,50 till £2 per rad den 7 november 2009 på grund av växelkursen för EUR/GBP växelkurs samt att man fick en automatisk lott till Millionaire Raffle.
Alla vinster inklusive jackpotten är skattefri (förutom i Schweiz, Spanien och Portugal sedan 2013) och betalas ut i en klumpsumma.

## Spela
- När man spelar väljer man ut fem huvudnummer från 1 till 50.
- Man väljer sedan två olika så kallade stjärnnummer av 12 nummer.

Dragningarna äger rum kl 20:45 varje tisdag och fredag i Paris, Frankrike. Resultaten publiceras sedan kort efteråt på olika webbsidor som samarbetar med lotteriet runt kl 23:00.
För att delta i EuroMillions kan man köpa lotter i olika butiker i de länder som deltar samt på olika webbsidor.

## Vinststruktur
| Huvud- nummer | Stjärn- nummer | Vinschans        | Vinschans    | % av vinstpotten | Förväntade vinster (euro) | Förväntade vinster (pund) |
| Huvud- nummer | Stjärn- nummer | Fraktion         | Decimal      | % av vinstpotten | Förväntade vinster (euro) | Förväntade vinster (pund) |
| ------------- | -------------- | ---------------- | ------------ | ---------------- | ------------------------- | ------------------------- |
| 2             | 0              | 1 på 22          | 0,0454       | 18,25%           | €4                        | £3.30                     |
| 2             | 1              | 1 på 49          | 0,0204       | 14,85%           | €8                        | £6.00                     |
| 1             | 2              | 1 på 188         | 0,0053       | 4,95%            | €10                       | £7.60                     |
| 3             | 0              | 1 på 314         | 0,0032       | 3,50%            | €12                       | £9.00                     |
| 3             | 1              | 1 på 706         | 0,0014       | 1,85%            | €14                       | £10.70                    |
| 2             | 2              | 1 på 985         | 0,0010       | 1,75%            | €19                       | £14.20                    |
| 4             | 0              | 1 på 13 811      | 0,000072     | 0,38%            | €59                       | £43.30                    |
| 3             | 2              | 1 på 14 125      | 0,000071     | 0,67%            | €101                      | £78.00                    |
| 4             | 1              | 1 på 31 075      | 0,000032     | 0,48%            | €201                      | £123.00                   |
| 4             | 2              | 1 på 621 503     | 0,0000016    | 0,45%            | €4.143                    | £2,307.30                 |
| 5             | 0              | 1 på 3 107 515   | 0,00000032   | 0,92%            | €51.792                   | £23,586.00                |
| 5             | 1              | 1 på 6 991 908   | 0,00000014   | 3,95%            | €310.751                  | £227,848.80               |
| 5             | 2              | 1 på 139 838 160 | 0,0000000071 | 43,2% eller 27%  | Jackpott                  | Jackpott                  |
| Booster-fond  |                |                  |              | 4,8% eller 21%   |                           |                           |

Booster-fonden är till för att bygga på jackpotten ytterligare. Det belopp som används varje vecka avgörs i förväg av de lotterier som deltar.  
- Oddset för att vinna något är 1 på 13
- Oddset för att inte ha något huvudnummer rätt men ha båda stjärnnummer rätt är cirka 1 på 95. Det är alltså mindre troligt än att pricka in 2 huvudnummer och ett stjärnnummer (1 på 49). Man vinner dock inget pris om man endast har två stjärnnummer rätt.
- Från och med den 10 maj 2011 går 8,6% av den totala vinstpotten till "Booster-fonden" vilket kan användas till att öka på jackpottvinsten.
- De beräknade vinstbeloppen är endast riktlinjer då dessa belopp varierar beroende på hur mycket pengar som finns totalt i potten samt antalet vinnare på varje nivå.
- Om ingen vinner jackpotten rullar den över till nästa vecka.

## Superdragningar
Superdragningar är speciella dragningar där jackpotten har ett garanterat belopp (ofta €100 miljoner och ibland lite mer).  
De superdragningar som har varit hittills är:
- 09 februari 2007 (€100 miljoner);
- 28 september 2007 (€130 miljoner);
- 08 februari 2008 (€130 miljoner);
- 26 september 2008 (€130 miljoner);
- 06 mars 2009 (€100 miljoner);
- 18 september 2009 (€100 miljoner);
- 05 februari 2010 (€100 miljoner);
- 01 oktober 2010 (€100 miljoner);
- 10 maj 2011 (€100 miljoner);
- 04 oktober 2011 (€100 miljoner);
- 28 september 2012 (€100 miljoner);
- 22 mars 2013 (€100 miljoner);
- 07 juni 2013 (€100 miljoner);
- 15 november 2013 (€100 miljoner);
- 07 mars 2014 (€100 miljoner);
- 03 oktober 2014 (€100 miljoner);
- 06 mars 2015 (€100 miljoner);
- 05 juni 2015 (€100 miljoner);
- 06 november 2015 (€100 miljoner);
- 30 september 2016 (€130 miljoner);
- 15 september 2017 (€130 miljoner);
- 20 april 2018 (€130 miljoner);
- 21 september 2018 (€130 miljoner);
- 01 februari 2019 (€120 miljoner);
- 07 juni 2019 (€130 miljoner);
- 07 februari 2020 (€130 miljoner);
- 03 juli 2020 (€130 miljoner);
- 25 september 2020 (€130 miljoner);
- 20 november 2020 (€130 miljoner);
- 05 februari 2021 (€130 miljoner);
- 04 juni 2021 (€130 miljoner);
- 24 september 2021 (€130 miljoner);
- 03 december 2021 (€130 miljoner);
- 04 februari 2022 (€130 miljoner).

## Toppvinsten
| Rang | Datum      | Vinst till euro | Land           |
| ---- | ---------- | --------------- | -------------- |
| 1    | 15/10/2021 | 220.000.000     | Frankrike      |
| 2    | 10/05/2022 | 215.840.341     | Storbritannien |
| 3    | 26/02/2021 | 210.000.000     | Schweiz        |
| 4    | 11/12/2020 | 200.000.000     | Frankrike      |
| 5    | 10/08/2012 | 190.000.000     | Storbritannien |
| 5    | 24/10/2014 | 190.000.000     | Portugal       |
| 5    | 06/10/2017 | 190.000.000     | Spanien        |
| 5    | 08/10/2019 | 190.000.000     | Storbritannien |
| 9    | 12/07/2011 | 185.000.000     | Storbritannien |
| 10   | 19/02/2019 | 175.475.380     | Irland         |
| 11   | 13/11/2012 | 169.837.010     | Frankrike      |
| 12   | 11/10/2016 | 168.085.323     | Belgien        |
| 13   | 20/11/2015 | 163.553.041     | Portugal       |
| 14   | 02/10/2018 | 162.403.002     | Schweiz        |
| 15   | 13/09/2011 | 162.256.622     | Frankrike      |
| 16   | 01/09/2020 | 157.170.843     | Frankrike      |
| 17   | 02/06/2017 | 153.873.716     | Belgien        |
| 18   | 02/04/2021 | 144.755.907     | Storbritannien |
| 19   | 07/07/2020 | 144.542.315     | Spanien        |
| 20   | 24/04/2018 | 138.724.202     | Storbritannien |
| 21   | 11/06/2019 | 138.716.863     | Storbritannien |
| 22   | 13/06/2014 | 137.313.501     | Spanien        |
| 23   | 19/12/2017 | 135.346.147     | Schweiz        |
| 24   | 29/03/2013 | 132.486.744     | Frankrike      |
| 25   | 07/02/2020 | 130.000.000     | Spanien        |
| 26   | 25/09/2020 | 130.000.000     | Spanien        |
| 27   | 04/06/2021 | 130.000.000     | Storbritannien |
| 28   | 08/10/2010 | 129.818.431     | Storbritannien |
| 29   | 01/01/2019 | 129.645.665     | Storbritannien |
| 30   | 14/03/2014 | 129.384.564     | Storbritannien |
| 31   | 12/06/2015 | 129.204.405     | Storbritannien |
| 32   | 08/05/2009 | 126.231.764     | Spanien        |
| 33   | 19/11/2019 | 122.766.852     | Storbritannien |
| 34   | 13/05/2011 | 121.019.633     | Spanien        |
| 35   | 07/10/2011 | 117.705.979     | Storbritannien |
| 36   | 29/07/2005 | 115.436.126     | Irland         |